# Fabrizio Ruffo di Calabria
Fabrizio Diogeni Ruffo di Calabria (San Lucido, 26 september 1744 - Napels, 13 december 1827) was een Italiaans edelman en geestelijke. Hij behoort tot dezelfde familie als koningin Paola van België.

## Afkomst en roeping
Ruffo was de tweede zoon van Litterio Ruffo di Calabria, 2de hertog van Baranello, en van Giustiniana Colonna, prinses van Spinoso en markiezin Guardia Perticara. Zijn oom Tommaso Ruffo di Calabria, deken van het College van Kardinalen verzorgde vanaf 1748 zijn opvoeding. In het Collegio Clementino en La Sapienza behaalde hij graden in de beide rechten. In 1781 werd hij lid van de Apostolische Kamer (Camera Apostolica) als vervanger van Tiberio Ruffo di Calabria. Door paus Pius VI werd hij in 1791 benoemd tot kardinaal in pectore, met de titelkerk van Santa Maria in Via Lata. Hij ontving nooit een hogere wijding dan die van diaken.
In 1795 kreeg Ruffo dispensatie om aan het hof van Ferdinando IV administrator van het Paleis van Caserta te worden. Hij volgde de koning in ballingschap naar Palermo. Hij was oprichter van de Sanfedismo-beweging. Met hulp van de Engelsen sloeg hij de troepen van de Parthenopeïsche Republiek neer; dit revolutionair regime had als minister van oorlog Gabriele Manthoné (1799). Manthoné liet hij ophangen in Napels.
Als koninklijk gezant vertrok hij vanuit Palermo naar Parijs om het huwelijk van keizer Napoleon en aartshertogin Maria-Louise bij te wonen. Hij kreeg het Legioen van Eer.
De paus benoemde hem in 1817 tot grootprior van de soevereine Orde van Malta voor de Kerkelijke Staat. In 1819 kwam hij aan het hoofd te staan van de Apostolische Kamer toen hij benoemd werd tot camerlengo (Camerarius Camerae Apostolicae). In 1823 had hij de taak als kardinaal-protodiaken de uitslag van het conclaaf te verkondigen aan de wereld met het bekende Habemus Papam.
Hij werd begraven in de familietombe van de Santo Domenico Maggiore-basiliek in Napels.

## Familie
Kardinaal Ruffo, was niet de enige in de familie die deel uitmaakte van de hoogste clerus. Andere hoge geestelijken uit deze familie waren:
- Antonio Maria Ruffo di Calabria, 1687-1753, kardinaal-priester
- Fulco Luigi Ruffo-Scilla, kardinaal
- Tommaso Ruffo di Calabria, 1663-1753, kardinaal-bisschop en aartsbisschop van Ferrara
- Tommaso Ruffo di Calabria,?-1691, aartsbisschop van Bari
- Luigi Ruffo Scilla, kardinaal en aartsbisschop van Napels
- Giuseppe Ruffo di Calabria, aartsbisschop van Capua

- Bibliothèque nationale de France: cb144745455 (data)
- Gemeinsame Normdatei: 118791524
- International Standard Name Identifier: 0000 0000 6633 0927
- Library of Congress Control Number: n85256165
- Nationale Bibliotheek van Israël: 987007267452005171
- Istituto Centrale per il Catalogo Unico: IEIV059374
- SNAC: w6dd0pdb
- Système universitaire de documentation: 078602858
- Virtual International Authority File: 59880281
- WorldCat: E39PBJdgW8CfXGvTrX9DPqXDbd